# Теодор Данекер
Теодор Данекер (на немски: Theodor Dannecker) е висш нацистки функционер от времето на Третия райх и близък помощник на Адолф Айхман.

## Биография
Роден е на 27 март 1913 г. в Тюбинген. Влиза в редиците на националсоциалистите и СС през 1933 г., а от 1934 г. е в SS-Verfügungstruppe. От 1937 г. е член на СД (SD).
В качеството си на съветник по „еврейския въпрос“ заминава за Париж през 1940 г., като е главен виновник за унищожаването на европейските евреи. Заради злоупотреба със служебното положение е извикан обратно в Берлин през септември 1942 г. В България е от януари до септември 1943 г. като съветник по „еврейския въпрос“ в германското посолство в София. На 22 февруари 1943 г. между Данекер и българския комисар по еврейските въпроси Александър Белев е подписано споразумение за привеждането в изпълнение на първата фаза от програмата за окончателното решаване на еврейския въпрос в България. Не успява да осъществи депортация на българските евреи. Изпълнява същата длъжност и в Италия от септември 1943 до януари 1944 г., като е върнат обратно заради „недостатъчна“ ефективност. Изпраща 2700 евреи към Аушвиц. Сменен е от Фридрих Босхамер.
Пленен е от американските сили през 1945 г. и малко след това се самоубива в плен на 10 декември 1945 г.